# César Vittorelli
César Alberto Vittorelli Wakeham (Miraflores, 20 luglio 1946 – 30 aprile 2023) è stato un cestista peruviano.

## Carriera
Con il Perù ha disputato i Campionati mondiali del 1967.